# Jerzy Pogonowski
Jerzy Pogonowski (ur. 28 listopada 1951, zm. 6 września 2024) – polski matematyk, językoznawca i logik, profesor nauk humanistycznych.

## Życiorys
Absolwent matematyki na Uniwersytecie Warszawskim (1974). Doktorat (1976) i habilitacja (1981) z językoznawstwa na Uniwersytecie im. Adama Mickiewicza w Poznaniu. Profesor nauk humanistycznych (1991). Stypendysta Uniwersytetu Stanu Nowy Jork w Buffalo, Uniwersytetu Ludwika i Maksymiliana w Monachium oraz Uniwersytetu w Konstancji.
W 1975 zatrudniony na poznańskiej uczelni. W 1996 mianowany profesorem zwyczajnym. Wykładowca logiki matematycznej, metalogiki, funkcji rekurencyjnych, wstępu do matematyki, metodologii nauk i semiotyki logicznej.
Autor ponad 100 publikacji naukowych dotyczących teorii lingwistycznych, metodologii nauk i logiki stosowanej.

Został pochowany na Cmentarzu Junikowo w Poznaniu.